# Fujitsu FM 7
Fujitsu FM 7 (FM 7) је кућни рачунар фирме Фуџицу (Fujitsu) који је почео да се производи у Јапану током 1982. године.
Користио је MBL 68B09 микропроцесорску јединицу а RAM меморија рачунара је имала капацитет од 64 KB (30371 бајтова слободно са F-Basic Бејсик преводиоцем у меморији). 
Као оперативни систем кориштен је Fujitsu Disk Basic , OS-9 (Microware), Flex (CP/M као DOS за 68xx процесоре).

## Детаљни подаци
Детаљнији подаци о рачунару FM 7 су дати у табели испод.
|                       |                                                                                        |
| [ 1 ]                 |                                                                                        |
| Произвођач            | Фуџицу                                                                                 |
| Тип                   | кућни рачунар                                                                          |
| Меморија              | 64 (30371 бајтова слободно са F-Basic Бејсик преводиоцем у меморији)                   |
| Поријекло             | Јапан                                                                                  |
| Година                | 1982                                                                                   |
| Тастатура             | Пуни помак 98 тастера са 10 функцијских тастера, тастери смјера и нумеричка тастатура. |
| Процесор              |                                                                                        |
| Фреквенција процесора | 2                                                                                      |
| RAM                   | 64 (30371 бајтова слободно са F-Basic Бејсик преводиоцем у меморији)                   |
| ROM                   | 48                                                                                     |
| Текст                 | 80 x 25 / 80 x 20 / 40 x 25 / 40 x 20                                                  |
| Графика               | 640 x 200 пиксела                                                                      |
| Боја                  | 8                                                                                      |
| Звук                  | програмибилни генератор звука, 3 канала, 8 октава                                      |
| Димензије             | 43,2 (ширина) x 28,5 (дубина) x 10,2 (висина)                                          |
| Портови               |                                                                                        |
| Оперативни систем     | , , ( као за 68xx процесоре)                                                           |